# دیوکلتیان
دیوکلسین یا دیوکلتیانوس یا دیوکلتیان (به لاتین: Gaius Aurelius Valerius Diocletianus Augustus)، نام کامل گایوس اورلیوس والریوس دیوکلتیانوس، امپراتور روم از ۲۰ نوامبر ۲۸۴ تا ۱ مه ۳۰۵ بود.

## زندگی
دیوکلسین در سال ۲۴۵ متولد شده و مرگ او در سال ۳۱۱ بود. او در دوران آشوب‌های امپراتوری، امپراتوری روم را بین چهار نفر تقسیم کرد و خود به حکومت بر متصرفات شرقی پرداخت که شامل مصر، یونان، مقدونیه و ارمنستان بود و بدین ترتیب باعث ثبات امپراتوری شد. با روی کار آمدن وی دوران پرینکیپاته به اتمام رسیده و نظام جدید دومیناته آغاز شد. پس از دوران اصلاحات بنیادی او ساختار دولت را دگرگون ساخت و به پایایی اقتصاد امپراتوری و ارتش یاری رساند و و آن را برای یک سدهٔ دیگر تندرست نگاه داشت.
او با نرسه پادشاه ایران ساسانی پیمان صلحی بست که چهل سال دوام داشت و دو کشور بر سر مرزها به همداستانی رسیدند. آن‌گاه وی به حل مشکلات درونی روم پرداخت.
در سال ۲۹۵ پس از میلاد توسط امپراتور دیوکلتیان روابط بین محارم را در سراسر امپراتوری ممنوع کرد. در بقیه امپراتوری روم نیز زنای محارم یک تابو اجتماعی بود. اتهام زنا با محارم علیه بیگانگان، از جمله مسیحیان اولیه، به عنوان نشانه‌ای از تباهی اخلاقی و ماهیت وحشیانه آنها مطرح می‌شد. در مصر این قانون اجرا نمی‌شد تعدادی از دلایل اجتماعی-اقتصادی وجود دارد که برای چهار قرن نخبگان (اما نه سلطنتی) مصری‌ها ترجیح می‌دادند با خواهر و برادر یا خواهر و برادر ناتنی خود ازدواج کنند.
او در ۳۰۵ در پنجاه و نه سالگی و به دلیل بیماری، از امپراتوری کناره گرفت و بدین‌سان نخستین امپراتور روم بود که به خواست خود، از تخت قدرت به زیر آمد.